# 死亡地帶 (黃石公園)

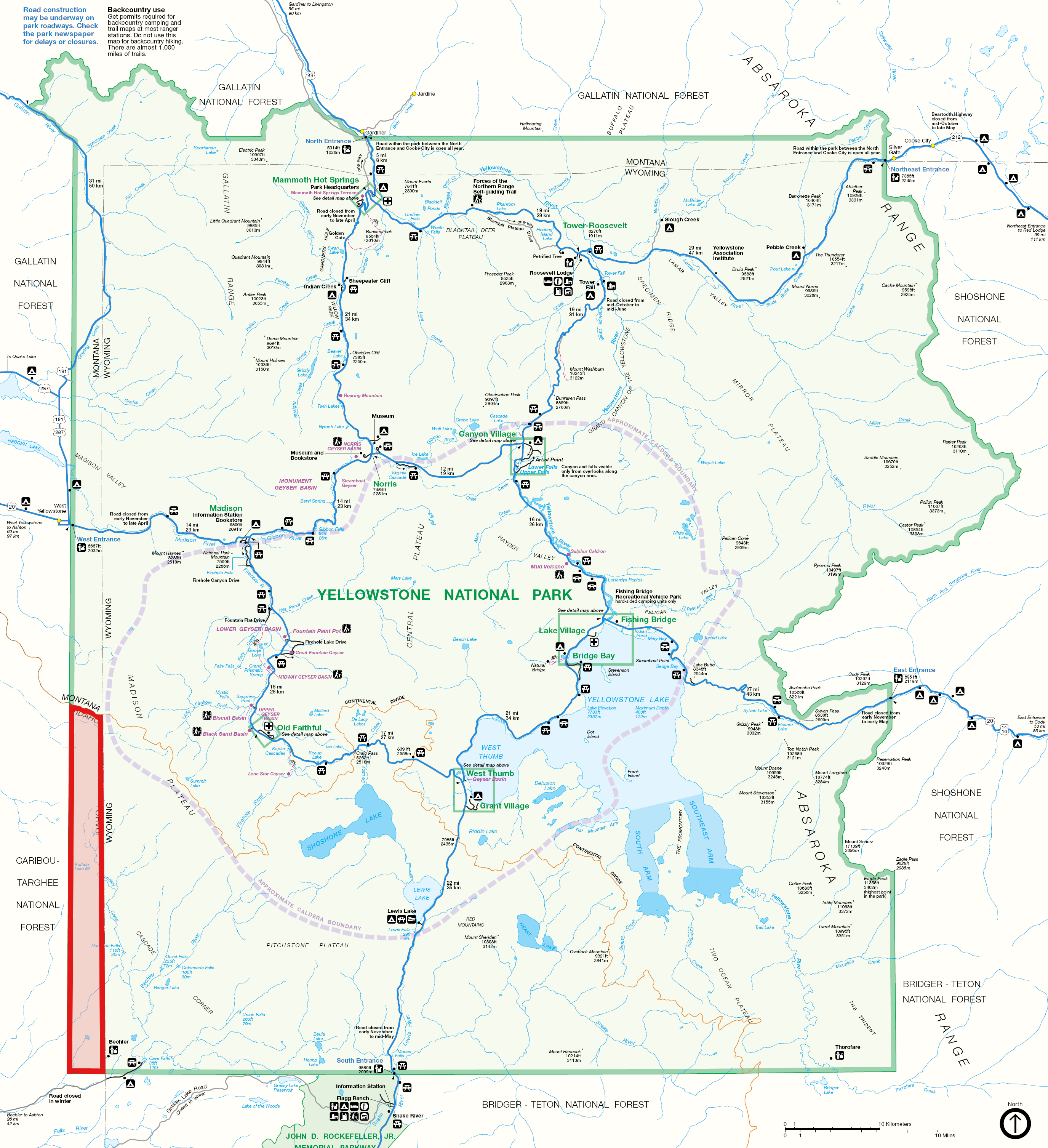
死亡地帶（紅色標示區域）位於黃石國家公園邊界線（綠色標示）與愛達荷州州邊界線的重疊區域

44°17′N 111°04′W / 44.29°N 111.07°W
死亡地帶（英語：Zone of Death）是指位於美國愛達荷州黃石國家公園內一塊面積為129.50平方（50.00平方英里）的地區。由於《美利堅合眾國憲法》中所謂的“漏洞”，使得犯罪分子在此處無論犯下任何重罪都可以在理論上避免被起訴，甚至包括謀殺罪。

## 漏洞概況
美国怀俄明联邦地区法院是美國聯邦目前唯一對多州部分地區擁有司法管轄權的聯邦地區法院。這是因為其管轄範圍包括黃石國家公園，而該公園的實際範圍略微超出懷俄明州的邊界而進入到愛達荷州和蒙大拿州境內。此外，聯邦政府對於國家公園所轄地區擁有專屬管轄權，任何在國家公園內的犯罪行為不得依據各州法律起訴。
發生在該地區的案件通常應該由位於懷俄明州夏延市的聯邦地區法院初審。但是根據《美國憲法第六修正案》之規定，聯邦刑事案件的陪審團必須由居住在案發所在地所属地区及州的公民組成。因此，發生在黃石國家公園位於愛達荷州境內地區的刑事案件，必須交由該地區及愛達荷州公民來組成陪審團，而且審判也必須在該地區進行。但由於該地區是無人居住區，因此無法任命當地公民組成陪審團。雖然憲法並未保證所有案件都必須有陪審團裁決（部分輕微違犯可由法官直接審判）；但由於不管是犯下輕罪還是重罪的嫌疑人無法接受憲法審判，因此無論其是否有罪，他都無法被法律懲處。

## 發現經過
這個法律漏洞由密歇根州立大學法律教授布萊恩·卡爾特在計劃撰寫一篇關於美國憲法第六修正案技術細節的文章時發現；該修正案賦予刑事案被告獲得快速、公平的審判權。卡爾特認為在一個假設的地方，假如當地缺乏足夠合格的公民來組成陪審團，那麼當地在理論上是不存在審判的，因此也無法對任何重大罪行進行懲處。然後他意識到美國境內的確有個地區符合自己的設想，那就是黃石國家公園在愛達荷州的部分地區。在意識到這點後，卡特爾將注意力轉移到撰寫這篇文章上以促使聯邦政府來修復這個法律漏洞。這篇名為《完美犯罪（The Perfect Crime）》的文章於2005年刊登在《喬治敦法律期刊》上。卡特爾擔心有罪犯在漏洞修復前閱讀了這篇文章並在該地區犯罪。

## 後續發展
在布萊恩·卡爾特發現這一漏洞後，他就試圖說服美國國會及州立法機構來解決這個問題。他曾建議懷俄明州的立法機構將死亡地帶的司法管轄權從懷俄明聯邦地區法院移交至愛達荷聯邦地區法院，那麼這將永久性地解決這一問題。但是，這個建議被無視了。2007年，作家小查理斯·詹姆斯·鮑克斯以死亡地帶為背景撰寫了小說《自由射殺（Free Fire）》；鮑克斯希望這本小說能夠提高政府的警惕。這部小說的確讓懷俄明州參議員麥克·恩齊注意到這個問題，但是他並未能說服國會來討論這個議題。
截止到目前，在布萊恩·卡爾特發現法律漏洞後，死亡地帶暫未發生重大刑事案件。但是，偷獵者邁克爾·貝爾蘭德（Michael Belderrain）在黃石國家公園的蒙大拿州境內地區非法獵殺了一頭加拿大馬鹿。雖然黃石公園的這部分地區有足夠的公民居住在這裡，但是因為旅行及少數公民不願服務等原因而導致很難在這一地區組建起一個常態、公正的陪審團。一名聯邦法官裁定，儘管訴訟過程中存在第六修正案問題，但是該案依舊可以在懷俄明聯邦地區法院進行審理。貝爾蘭德應用卡爾特的論文《完美犯罪》來辯解自己為什麼認為由犯罪地外公民所組成的陪審團對其進行審判是違法的。但是法官駁回了這一論點。貝爾蘭德最後和檢方達成一項認罪協議，條件是其不以死亡地帶為由向第十巡迴上诉法院提起上訴，這使得該問題暫時又變成了未決狀態。